# 아이넷TV
아이넷TV(Inet TV)는 대한민국의 아이넷방송이 운영하는 음악 전문 유료 방송 채널이다. 2002년 개국했으며, 주로 성인가요·트로트와 관련된 프로그램들을 방영한다.

## 연혁
- 2022년

```
   
12월
 
  방송통신위원회 2022년 제작역랑평가 최고등급
   
8월
 
  슬로우TV 채널 런칭
```

- 2019년

```
  
4월

  한국법무보호복지공단 MOU 체결
  2019 케이블방송대상 기획대상
```

- 2018년

```
  
12월
 
  방송통신위원회 2018년 제작역랑평가 매우우수등급
  
10월
 
  (사)세계한민족여성재단 MOU체결
```

- 2017년

```
  
3월
 
  사단법인 전국노인복지단체연합회 MOU 체결 
  케이블 방송 대상 프로그램 대상 수상
```

- 2016년

```
  
12월
 
  사단법인 한국언론인협회 MOU체결(건강기능식품 홍보)
  
10월
 
  우크라이나 TELEONE과 문화교류 MOU체결
  
8월
 
  세계한인무역협회 중국 연길지회와 문화콘텐츠 교류 MOU체결
  
3월
 
  미국 SAINT UNIVERSITY와  문화콘텐츠 교류 MOU체결
  
2월
 
  강동아트센터 "문화예술의 발전”MOU체결
```

- 2015년

```
  
4월
 
  방송통신위원회 제작지원사업 "한번만 더 날자”
```

- 2013년

```
  
12월
 
  한국영상대학교 및 공주정보고등학교와 연계교육 협약서 체결
  한국영상대학교와 산학협력 협약서 체결
  
8월
 
  국방부 조사본부와 아이넷방송 업무협약서 체결
  국악방송과 아이넷방송 방송업무 제휴 협약서 체결
  
6월
 
  서울시 서초구 양재동 아이넷방송 본사 이전
  
5월
 
  유니세프 한국위원회와 아이넷방송 업무협약서 체결
  
1월
 
  한국방송통신대학교와  
  아이넷방송 교육 및 문화콘텐츠 교류 MOU 체결
  FULL HD 프로그램 24시간 송출
```

- 2012년

```
  
4월
 
  방송통신위원회 제작지원사업
  "상처난 마음에 음악 연고를 발라주세요”  
```

- 2011년

```
  
7월
 
  FULL HD 12톤 중계차 도입 및 HD종합편집 시스템 구축
  
5월
 
  인도네시아 LBS-TV와 제휴 음악채널 LBS- I.NET  TV 개국
  
4월
 
  방송통신위원회  제작지원사업 "한국인의 소울, 트로트”
```

- 2010년

```
  
12월
 
  중국 연길TV와 방송문화콘텐츠교류 MOU체결
  
11월
 
  인도네시아 LBS-TV와 방송문화콘텐츠 교류 MOU체결
  북미 한인방송 KEMS-TV와 방송문화콘텐츠교류 MOU체결
  캐나다 BENA TV와  방송문화콘텐츠교류 MOU체결
  
9월
 
  뉴욕 한인방송 KNN-TV와 방송문화콘텐츠교류 MOU체결
  뉴욕 한인방송 KNN-TV에 아이넷 TV 콘텐츠 5억원 무상공급
  
3월
 
  한국케이블방송대상 쇼/음악부문“올해의 작품상 수상”
```

- 2008년

```
  
9월
 
  주한미대사관 공보과와 방송콘텐츠 제공협약 MOU체결
  주한미대사관 
 “월드뮤직 브레이크 17회, 마운틴스테이지16회”방송 
  
4월
 
  서강대학교와 아이넷방송 "청춘열차”공동제작 
  
1월
 
  서강대학교 영상대학원 
  영상미디어 콘텐츠 공동제작 MOU체결
```

- 2007년

```
  
10월
 
  미주 한인방송 TVK24와 
  영상미디어 콘텐츠 공동제작 MOU체결
```

- 2006년

```
  
9월
 
  FULL DIGITAL 12톤 중계차 도입
  경인방송 프로그램 35,000여편 저작권 및 판권 인수
```

- 2005년

```
  
8월
 
  FULL DIGITAL 5톤 중계차 도입
```

- 2003년

```
  
6월
 
  법인명 ㈜아이넷방송 
  채널명 INET TV 변경 
  송통신제작지원사업 선정“한국인의 소율 뮤직 - 트로트”
```

- 2002년

```
  
10월
 
  케이블 TV 엔터테인먼트TV(E-TV) 설립
```

## 로고멘트
아이넷 T V (2002년 ~ 2011년)
Korean Music Channel inet tv (2011년 ~ 2013년)
한국 가요 채널 inet tv (2011년 ~ 2013년)
inet tv (2011년 ~ 2018년)
아이넷TV(2013년 ~ 현재)

## 로고
TV 화면에서 i net이라고 나오는데 처음에는 i 색깔이 초록색이었는데 언제부터 연두색 2가지 색으로 바뀌었다. 인터넷에 아이넷tv 이미지검색하면 이미지가 i 색깔이 초록색으로 나오는것 있다.

## 로고송
다함께 들어요 우리노래 다함께 즐겨요 아이넷TV (2013년 ~ 현재)

## 프로그램 (VOD 제공 안 함)
- 성인가요콘서트
- 가요사랑콘서트
- 아이넷 스타쇼
- 가요110년사의 기록 향수 (매일 오전 8시)
- 가요110년사의 기록 청춘 (매일 오전 9시)
- 가요110년사의 기록 회상 (매일 오전 10시)
- 가요110년사의 기록 행복한 歌요 (매일 오전 11시)
- 파워뮤직 (매일 밤 8시)
- 서인석의 쇼 코미디클럽 (매일 밤 9시)
- 그시절 코미디쇼 (매주 화목토 밤 7시)
- 리얼스토리 실제상황 (매일 오전 12시)
- 미스터리극장 위험한 초대 (매일 밤 11시)
- 월드뮤직 브레이크

## 케이블 번호
- SK브로드밴드 케이블 - 88번
- KT HCN - 48번
- LG헬로비전 - 99번
- 딜라이브 - 88번
- CMB - 126번 (8VSB 53-1번)
- 아름방송네트워크 - 55번
- 서경방송 - 93번 (8VSB 47-1번)
- JCN 울산중앙방송 - 97번 (8VSB 44-1번)
- 남인천방송 - 111번
- CCS 충북방송 - 94번
- 한국케이블TV제주방송 - 157번
- 광주방송 (KCTV) - 83번
- 한국케이블TV푸른방송 - 111번